# Ixodiphagus aethes
Ixodiphagus aethes ist eine Erzwespe der Gattung Ixodiphagus in der Familie Encyrtidae. Der Hyperparasit legt seine Eier in die Larven und Nymphen eines oder mehrerer nicht bekannter Zeckenwirte. Die schlüpfenden Larven ernähren sich als Parasitoide von ihrem Wirt.

## Beschreibung
Ixodiphagus aethes wurde wegen ihrer anatomischen Merkmale zunächst für einen Vertreter einer noch nicht beschriebenen Gattung gehalten. Neben Ixodiphagus taiaroaensis gehört sie zu nur zwei Arten der Gattung Ixodiphagus, deren vordere Flügel zurückgebildet sind. Vor der Erstbeschreibung wurden die Exemplare dem britischen Entomologen John S. Noyes vorgelegt, der die Gattung bestimmte. Die vorhandenen Bestimmungsschlüssel führen nur dann zur Gattung Ixodiphagus, wenn man sie als langflügelige Art betrachtet.
Der weibliche Holotyp hat eine Körperlänge von 0,9 Millimeter. Der Kopf ist etwa doppelt so breit wie lang, dorsal leicht konvex geformt und hat einen scharf abgegrenzten hinteren Rand. Er ist von dunkelbrauner Farbe mit braunen und gelben Antennen, deren vordere Glieder keulenförmig miteinander verwachsen sind. Seitlich befinden sich ausgeprägte Komplexaugen und auf dem Kopf drei Ocelli.
Der vordere Körper von Ixodiphagus aethes ist ungewöhnlich geformt, mit einem großen Pronotum und einem kurzen breiten Mesonotum, und braun gefärbt. Durch diese Form des Vorderkörpers unterscheidet sich die Art von allen anderen Arten der Gattung Ixodiphagus. Ein hervorstechendes Merkmal sind die sehr kurzen dunkelbraunen Vorderflügel. Der Gaster ist schwarz und ebenso dicht behaart wie der Kopf und die dorsale Seite des Notum. Die an allen Gliedern dünn behaarten Beine haben schwarze Coxen, weißliche Schenkelringe, dunkelbraune Femorae und Tibiae. Die ersten vier Glieder der Tarsen sind gelb oder braungelb, das letzte Glied braun.

## Lebensweise
Alle Arten der Gattung Ixodiphagus sind obligatorische Parasitoide verschiedener Arten von Zecken, die ihre Eier in den Larven oder Nymphen der Wirte ablegen. Der Wirt von Ixodiphagus aethes ist unbekannt.

## Verbreitung
Der Holotypus als einziges bekanntes Exemplar wurde am 2. April 2014 in Shembaganur bei Kodaikanal (10° 14′ N, 77° 29′ O), Distrikt Dindigul des indischen Bundesstaats Tamil Nadu gesammelt.

## Systematik und Taxonomie
Ixodiphagus aethes wurde im Jahr 2015 von Mohammad Hayat nach einem einzigen weiblichen Exemplar beschrieben. Das Artepitheton geht auf das griechische Wort aethes für ungewöhnlich oder kurios zurück und bezieht sich auf den ungewöhnlichen Habitus, insbesondere das große, rechteckige Pronotum. Der Holotyp befindet sich in der Sammlung des National Bureau of Agricultural Insect Resources in Bengaluru, Bundesstaat Karnataka.